# Seven (정국의 노래)
〈Seven〉(세븐)은 대한민국의 가수 정국의 노래이며, 래퍼 라토가 피처링을 맡았다. 빌보드 핫 100 1위, 영국 싱글 차트 3위까지 올랐다.